# Batedeira
Batedeira é um utensílio doméstico utilizado para bater mecanicamente, ingredientes de receitas ou misturas de culinária. Os modelos eléctricos são formados por um pequeno motor que faz girar uma ou duas peças em forma de batedor de claras. Existem ainda batedeiras mecânicas que não são acionadas por um motor eléctrico, mas apenas por uma engrenagem ativada manualmente por uma manivela.

## História
A primeira batedeira manual foi desenvolvida em Baltimore, Maryland, em 1856, por Ralph Collier como servia especialmente para bater ovos. Em 1885, Rufus Eastman inventou a primeira batedeira elétrica, mas foi em 1908, a partir de Herbert Johnson, um engenheiro da Hobart Manufacturing Company que as batedeira elétrica para uso comercial começaram a se popularizar, sendo usadas nos preparos de massas para pães e confeitaria. O modelo doméstico foi desenvolvida por Johnston e só chegou em 1919 pela empresa KitchenAid subsidiária da Companhia Hobart.

## Tipos
- Batedeira manual: usa a força física para realizar a mistura manualmente e é indicado para bater ovos e líquidos.
- Batedeira elétrica comum: fazem apenas o movimento de rotação e possuem um par de batedores indicados para massas leves.[5]
- Batedeira orbital: realizam um movimento circular sobre toda a tigela garantindo a uniformidade da massa. É indicado para massas pesadas como de pães.[5]
- Batedeira planetária: realiza tanto a movimentação rotacional dos batedores quanto a movimentação circular sobre a tigela. É indicado para uso profissional e apresenta boa potência para o preparo de massas pesadas.[5]